# Фернандо Санюдо
Илдефонсо Фернандо Санюдо Гарсия (на испански: Ildefonso Fernando Sañudo García) (23 януари 1912 – 29 януари 1980) е бивш испански футболист играл в Реал Мадрид и редица други испански тимове, наричан още Златните крака. Считан за един от най-добрите централни нападатели на Испания през 30-те години на 20 век.

## Биография
От дете започва да играе футбол в родния си град Торелавега. Учи за адвокат. Устроен на работа в адвокатска кантора, Санюдо се съгласява да премине в „Реал Мадрид“. За двата си изграни сезона изиграва във всички турнири 64 мача в които вкарва 71 гола. Избухналата Гражданска война в Испания прекратява кариерата му временно. След края на войната „Реал“ и „Атлетико“ (Мадрид) спорят кой да го вземе, но той предпочита да се върне в родния си град, за да се грижи за семейния бизнес.

## Успехи
ФК Мадрид
- Купа на Президента на Републиката:
  -  Носител (1): 1936
- Регионален шампионат Център/Трофей Манкомунадо:
  -  Шампион (2): 1926/27, 1928/29

Реал (Валядолид)
- Терсера дивисион:
  -  Шампион (1): 1933/34